# Mistrovství světa v ledním hokeji žen 1992
Mistrovství světa v ledním hokeji žen 1992 se konalo od 20. dubna do 26. dubna 1992 ve finském Tampere. Mistrem světa se stal výběr hokejistek z Kanady.

## Kvalifikace
Týmy USA a Kanady se kvalifikovaly automaticky. Z Mistrovství Evropy v ledním hokeji žen 1991 se kvalifikovalo prvních pět týmů Finsko, Švédsko, Dánsko, Norsko a Švýcarsko. Asijská kvalifikace se hrála 1. a 3. ledna 1991 v Baqu Aréně v Charbinu v ČLR a postoupila z ní Čína po dvou vítězstvích nad Japonskem s výsledky 10:0 (3:0, 1:0, 6:0) a 7:3 (5:0, 1:2, 1:1).

## Hrací formát turnaje
Osm účastníků turnaje bylo rozděleno na dvě čtyřčlenné skupiny. Zde týmy sehrály v rámci své skupiny jeden zápas každý s každým. První dva týmy s nejvíce body postoupily dále do medailových kol, kdežto zbylé dva hrály o konečné umístění v tabulce.

## Skupina A

### Tabulka
| P  | Tým     | Z | V | R | P | VG | IG | GZ  | B |
| -- | ------- | - | - | - | - | -- | -- | --- | - |
| 1. | Kanada  | 3 | 3 | 0 | 0 | 24 | 1  | +23 | 6 |
| 2. | Švédsko | 3 | 2 | 0 | 1 | 12 | 9  | +3  | 4 |
| 3. | Čína    | 3 | 1 | 0 | 2 | 7  | 16 | -9  | 2 |
| 4. | Dánsko  | 3 | 0 | 0 | 3 | 3  | 20 | -17 | 0 |

### Zápasy
Všechny časy jsou místní (URC+2)
| 20. dubna 1992 | Kanada | 8 – 0 (3 - 0, 4 - 0, 1 - 0) | Čína | Tampere, Finsko |
|                | Kanada |                             | Čína |                 |

| Souhrn zápasu | Souhrn zápasu | Souhrn zápasu | Souhrn zápasu | Souhrn zápasu |
| ------------- | ------------- | ------------- | ------------- | ------------- |
|               |               |               |               |               |

| 20. dubna 1992 | Švédsko | 4 – 1 (2 - 1, 1 - 0, 1 - 0) | Dánsko | Tampere, Finsko |
|                | Švédsko |                             | Dánsko |                 |

| Souhrn zápasu | Souhrn zápasu | Souhrn zápasu | Souhrn zápasu | Souhrn zápasu |
| ------------- | ------------- | ------------- | ------------- | ------------- |
|               |               |               |               |               |

| 21. dubna 1992 | Čína | 2 – 6 (1 - 1, 1 - 2, 0 - 3) | Švédsko | Tampere, Finsko |
|                | Čína |                             | Švédsko |                 |

| Souhrn zápasu | Souhrn zápasu | Souhrn zápasu | Souhrn zápasu | Souhrn zápasu |
| ------------- | ------------- | ------------- | ------------- | ------------- |
|               |               |               |               |               |

| 21. dubna 1992 | Dánsko | 0 – 10 (0 - 4, 0 - 2, 0 - 4) | Kanada | Tampere, Finsko |
|                | Dánsko |                              | Kanada |                 |

| Souhrn zápasu | Souhrn zápasu | Souhrn zápasu | Souhrn zápasu | Souhrn zápasu |
| ------------- | ------------- | ------------- | ------------- | ------------- |
|               |               |               |               |               |

| 23. dubna 1992 | Dánsko | 2 – 5 (0 - 0, 1 - 2, 1 - 3) | Čína | Tampere, Finsko |
|                | Dánsko |                             | Čína |                 |

| Souhrn zápasu | Souhrn zápasu | Souhrn zápasu | Souhrn zápasu | Souhrn zápasu |
| ------------- | ------------- | ------------- | ------------- | ------------- |
|               |               |               |               |               |

| 23. dubna 1992 | Kanada | 6 – 1 (2 - 0, 1 - 0, 3 - 1) | Švédsko | Tampere, Finsko |
|                | Kanada |                             | Švédsko |                 |

| Souhrn zápasu | Souhrn zápasu | Souhrn zápasu | Souhrn zápasu | Souhrn zápasu |
| ------------- | ------------- | ------------- | ------------- | ------------- |
|               |               |               |               |               |

## Skupina B

### Tabulka
| P  | Tým       | Z | V | R | P | VG | IG | GZ  | B |
| -- | --------- | - | - | - | - | -- | -- | --- | - |
| 1. | USA       | 3 | 3 | 0 | 0 | 31 | 4  | +27 | 6 |
| 2. | Finsko    | 3 | 2 | 0 | 1 | 27 | 9  | +18 | 4 |
| 3. | Norsko    | 3 | 1 | 0 | 2 | 8  | 21 | -13 | 2 |
| 4. | Švýcarsko | 3 | 0 | 0 | 3 | 4  | 15 | -11 | 0 |

### Zápasy
Všechny časy jsou místní (URC+2)
| 20. dubna 1992 | USA | 17 – 0 (6 - 0, 4 - 0, 7 - 0) | Švýcarsko | Tampere, Finsko |
|                | USA |                              | Švýcarsko |                 |

| Souhrn zápasu | Souhrn zápasu | Souhrn zápasu | Souhrn zápasu | Souhrn zápasu |
| ------------- | ------------- | ------------- | ------------- | ------------- |
|               |               |               |               |               |

| 20. dubna 1992 | Finsko | 11 – 3 (6 - 1, 2 - 2, 3 - 0) | Norsko | Tampere, Finsko |
|                | Finsko |                              | Norsko |                 |

| Souhrn zápasu | Souhrn zápasu | Souhrn zápasu | Souhrn zápasu | Souhrn zápasu |
| ------------- | ------------- | ------------- | ------------- | ------------- |
|               |               |               |               |               |

| 21. dubna 1992 | Norsko | 1 – 9 (1 - 1, 0 - 4, 0 - 4) | USA | Tampere, Finsko |
|                | Norsko |                             | USA |                 |

| Souhrn zápasu | Souhrn zápasu | Souhrn zápasu | Souhrn zápasu | Souhrn zápasu |
| ------------- | ------------- | ------------- | ------------- | ------------- |
|               |               |               |               |               |

| 21. dubna 1992 | Švýcarsko | 1 – 13 (0 - 2, 0 - 8, 1 - 3) | Finsko | Tampere, Finsko |
|                | Švýcarsko |                              | Finsko |                 |

| Souhrn zápasu | Souhrn zápasu | Souhrn zápasu | Souhrn zápasu | Souhrn zápasu |
| ------------- | ------------- | ------------- | ------------- | ------------- |
|               |               |               |               |               |

| 23. dubna 1992 | Norsko | 4 – 1 (1 - 0, 2 - 0, 1 - 1) | Švýcarsko | Tampere, Finsko |
|                | Norsko |                             | Švýcarsko |                 |

| Souhrn zápasu | Souhrn zápasu | Souhrn zápasu | Souhrn zápasu | Souhrn zápasu |
| ------------- | ------------- | ------------- | ------------- | ------------- |
|               |               |               |               |               |

| 23. dubna 1992 | Finsko | 3 – 5 (2 - 1, 1 - 1, 0 - 3) | USA | Tampere, Finsko |
|                | Finsko |                             | USA |                 |

| Souhrn zápasu | Souhrn zápasu | Souhrn zápasu | Souhrn zápasu | Souhrn zápasu |
| ------------- | ------------- | ------------- | ------------- | ------------- |
|               |               |               |               |               |

## Playoff

### O udržení
| 24. dubna 1992 | Čína | 2 – 1 (1 - 0, 0 - 1, 0 - 1, 0 - 0, 1 - 0) | Švýcarsko | Tampere, Finsko |
|                | Čína |                                           | Švýcarsko |                 |

| Souhrn zápasu | Souhrn zápasu | Souhrn zápasu | Souhrn zápasu | Souhrn zápasu |
| ------------- | ------------- | ------------- | ------------- | ------------- |
|               |               |               |               |               |

| 24. dubna 1992 | Norsko | 2 – 0 (1 - 0, 1 - 0, 0 - 0) | Dánsko | Tampere, Finsko |
|                | Norsko |                             | Dánsko |                 |

| Souhrn zápasu | Souhrn zápasu | Souhrn zápasu | Souhrn zápasu | Souhrn zápasu |
| ------------- | ------------- | ------------- | ------------- | ------------- |
|               |               |               |               |               |

### O 7. místo
| 26. dubna 1992 | Dánsko | 4 – 3 (2 - 2, 0 - 1, 2 - 1, 1 - 0) | Švýcarsko | Tampere, Finsko |
|                | Dánsko |                                    | Švýcarsko |                 |

| Souhrn zápasu | Souhrn zápasu | Souhrn zápasu | Souhrn zápasu | Souhrn zápasu |
| ------------- | ------------- | ------------- | ------------- | ------------- |
|               |               |               |               |               |

### O 5. místo
| 26. dubna 1992 | Norsko | 1 – 2 (0 - 1, 0 - 0, 1 - 1) | Čína | Tampere, Finsko |
|                | Norsko |                             | Čína |                 |

| Souhrn zápasu | Souhrn zápasu | Souhrn zápasu | Souhrn zápasu | Souhrn zápasu |
| ------------- | ------------- | ------------- | ------------- | ------------- |
|               |               |               |               |               |

### Semifinále
| 25. dubna 1992 | Kanada | 6 – 2 (4 - 0, 2 - 2, 0 - 0) | Finsko | Tampere, Finsko |
|                | Kanada |                             | Finsko |                 |

| Souhrn zápasu | Souhrn zápasu | Souhrn zápasu | Souhrn zápasu | Souhrn zápasu |
| ------------- | ------------- | ------------- | ------------- | ------------- |
|               |               |               |               |               |

| 25. dubna 1992 | USA | 6 – 4 (2 - 2, 2 - 0, 2 - 2) | Švédsko | Tampere, Finsko |
|                | USA |                             | Švédsko |                 |

| Souhrn zápasu | Souhrn zápasu | Souhrn zápasu | Souhrn zápasu | Souhrn zápasu |
| ------------- | ------------- | ------------- | ------------- | ------------- |
|               |               |               |               |               |

### O 3. místo
| 26. dubna 1992 | Švédsko | 4 – 5 (1 - 1, 1 - 2, 2 - 1, 0 - 0, 0 - 1) | Finsko | Tampere, Finsko |
|                | Švédsko |                                           | Finsko |                 |

| Souhrn zápasu | Souhrn zápasu | Souhrn zápasu | Souhrn zápasu | Souhrn zápasu |
| ------------- | ------------- | ------------- | ------------- | ------------- |
|               |               |               |               |               |

### Finále
| 26. dubna 1992 | Kanada | 8 – 0 (3 - 0, 2 - 0, 3 - 0) | USA | Tampere, Finsko |
|                | Kanada |                             | USA |                 |

| Souhrn zápasu | Souhrn zápasu | Souhrn zápasu | Souhrn zápasu | Souhrn zápasu |
| ------------- | ------------- | ------------- | ------------- | ------------- |
|               |               |               |               |               |

## Konečné pořadí
| Místo            | Tým       |
| ---------------- | --------- |
| Zlatá medaile    | Kanada    |
| Stříbrná medaile | USA       |
| Bronzová medaile | Finsko    |
| 4.               | Švédsko   |
| 5.               | Čína      |
| 6.               | Norsko    |
| 7.               | Dánsko    |
| 8.               | Švýcarsko |

## Statistiky

### Kanadské bodování
| Hráčka           | OZ | G | A | B  | TM |
| ---------------- | -- | - | - | -- | -- |
| Cammi Granatová  | 5  | 8 | 2 | 10 | 2  |
| Danielle Goyette | 5  | 3 | 7 | 10 | 2  |
| Andria Hunter    | 5  | 5 | 4 | 9  | 0  |
| Lisa Brown       | 5  | 2 | 7 | 9  | 8  |
| Shelley Looney   | 5  | 1 | 8 | 9  | 2  |
| Riikka Nieminen  | 5  | 6 | 2 | 8  | 0  |
| France St. Louis | 5  | 5 | 3 | 8  | 2  |
| Nancy Drolet     | 5  | 4 | 4 | 8  | 0  |
| Jeanine Sobek    | 5  | 3 | 5 | 8  | 0  |
| Karyn Bye        | 5  | 3 | 5 | 8  | 2  |

### Brankářská úspěšnost
| Hráčka            | Minut | VG | GNZ  | PÚ   |
| ----------------- | ----- | -- | ---- | ---- |
| Marie Claude Roy  | 120   | 1  | 0.50 | 95,8 |
| Manon Rhéaume     | 180   | 2  | 0.67 | 95,7 |
| Annica Åhlén      | 190   | 8  | 2.53 | 91,6 |
| Lane Rasmussen    | 305   | 24 | 4.72 | 88,4 |
| Katariina Ahonen  | 149   | 5  | 2.01 | 88,1 |
| Hong Guo          | 310   | 18 | 3.48 | 87,2 |
| Helen Johansson   | 119   | 12 | 6.05 | 86,1 |
| Kari Fjellhammer  | 299   | 23 | 4.61 | 85,9 |
| Erin Whitten      | 228   | 14 | 3.68 | 85,1 |
| Lissa-Maria Sneck | 157   | 14 | 5.35 | 77,1 |